# 康奈尔大学研究生院
康奈尔大学研究生院是位于纽约州伊萨卡的康奈尔大学的一个研究生院。该院授予该校大部分专业和研究型硕士及博士学位。
教学和研究部门设在康奈尔大学的其他学院。研究生院的行政办公室位于农业四合院（Ag Quad）的考德威尔楼（Caldwell Hall）。几十年来，研究生院一直设在塞奇楼（Sage Hall），那里还设有社交区和研究生宿舍。
研究生院没有院系，而是将其他学院的教师划分为代表不同学科领域的“领域”。学生申请特定领域的入学资格，但一旦被录取，学生在选择课程或指导其研究的委员会成员时，不受该领域的限制。
S·C·约翰逊管理研究生院、康奈尔法学院和康奈尔兽医学院也授予研究生学位，但不授予博士学位。威尔康奈尔医学院和三校联合医学博士（MD-PhD）项目有权授予独立于研究生院的博士学位。
康奈尔大学曾设立航空航天工程研究生院和营养学研究生院，独立于研究生院。然而，这两个机构已被并入其他学术单位。